# Bartholomaeides László (lelkész, 1754–1825)

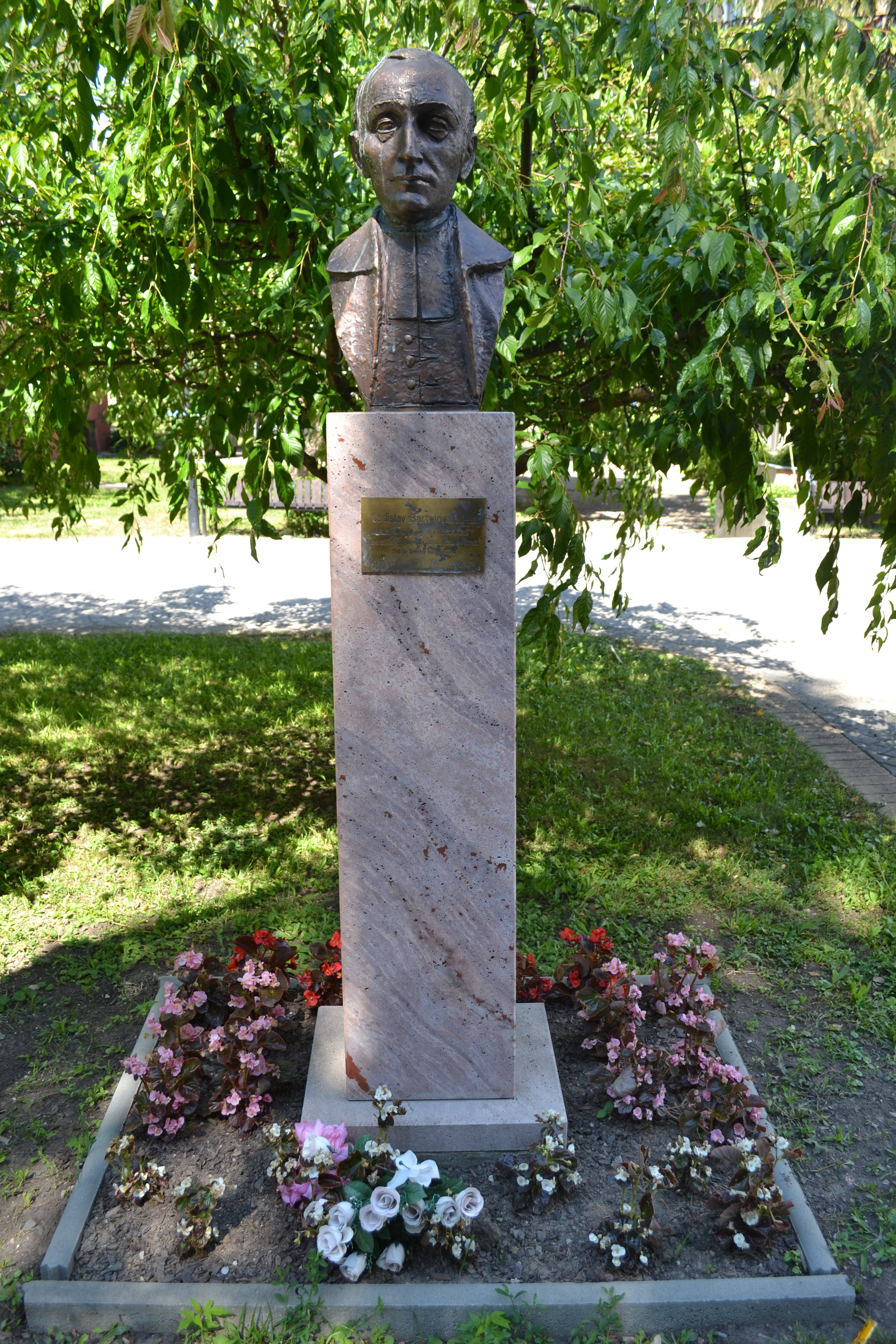
Bartholomaeides László mellszobra Rimaszombatban

Bartholomaeides László (Klenóc, 1754. november 16. – Ochtina, 1825. április 18.) magyarországi evangélikus lelkész.

## Élete
Bartholomaeides Dániel klenóci, majd kraszkói evangélikus lelkész fia volt, édesanyja Kubínyi Erzsébet. Iskoláit szülőföldjén kezdte, ahol a grammatikai osztályt elvégezvén, 1768 januárjában Dobsinára, innét 1772-ben Késmárkra ment. 1777-től kezdve iskoláit nem folytathatván, pár évet atyjánál töltött. 1779-ben Osgyánba hivatott meg elemi tanítónak. 1781 augusztusában külföldre ment és a wittenbergi egyetemen másfél évet töltött. 1783 tavaszán visszatért hazájába, majd nyolc hónap múlva pappá szentelték és Martonházára került lelkésznek. 1795-ben csetneki kerületi lelkész, 1798-ban jegyző, 1807-ben alesperes, 1822-ben főesperes lett. Temetésekor szónokoltak felette Madarász János és Bodiczky Ádám lelkésztársai, életrajzát pedig az oltár előtt olvasta fel fia Bartholomaeides János László.

## Művei
Kiadott és kéziratban maradt műveinek száma meghaladja az ötvenet. A Comitatus Gömörensis Notitia és számos történeti mű szerzője. Az előbbiben a tájleírás mellett behatóan ismertette a Baradla-barlangot és a vidék egyéb karsztjelenségeit is latin nyelven. Művéhez maga rajzolta meg Gömör megye térképét, továbbá Raisz Keresztély nyomán a Baradla térképét is közölte. Földrajzi munkákat is írt. Helytörténeti munkáiban szülőföldje, Gömör vármegye múltjával foglalkozott. Munkássága földrajzi, geodéziai és kartográfiai szempontból is értékes. Egyházi munkáit és néhány népszerű történeti tárgyú művét szlovákul adta ki. Újból megkísérelte a család nemességének bizonyítását. Fia, János László 1828-ban megjelent munkája a Memoria Ladislai Bartholomaidis, melyben a család történetével hosszabban foglalkozik.
1. De Bohemis Kis-Hontensibus antiquis et hodiernis. Wittenbergae, 1783. (2. kiadás, Pozsony, 1796)
2. Spis užitečný a welmi potrebný od doctora Grobjana… Beszterczebánya, 1784. (Néperkölcsök satyricus leirása.)
3. Summa krestanského evanjelického naboženstvj… 1786. (Katekismus az evang. ifjuság számára. Több kiadást ért, így Budán is 1798-ban.)
4. Rozmlauvánj Jozeffa II. s Mategem I. Korvinus rečenym v kralovstvj mrtvíjh… Beszterczebánya, 1790. (Beszélgetések II. József császár és I. Corvin Mátyás között.)
5. History o Ameryce ukazugjey. Pozsony, 1794. (Amerika története.)
6. Krátická hystorie o prirodzenj k pomocij. Buda, 1798. (Rövid természetrajz.)
7. Geograffia. Beszterczebánya, 1798. (Földrajz.)
8. Memorabilia provinciae Csetnek. Neosolii, 1799.
9. Nuncium. Ochtinae, 1804. (Felhivása a családok levéltárainak átvizsgálása ügyében és Notitia Gömöriensis című munkájának programmja.)
10. Tractatus historico-philologicus de nomine Gumur et ei similibus… Leutschoviae, 1804.
11. Inclyti Superioris Ungariae Gömöriensis notitia historico-geographico-statistica. Uo. 1806–1808.
12. De Sajone amne… Uo. 1808.
13. Brevis tractatus, quo disquiritur: an nomen ungaricum et magyaricum apud veteres fuerunt propria vel adpellativa? (Leutschoviae) 1809. Névtelenül.
14. Egyházi beszédei: Szontagh Sámuelnek tiszaker. szuperintendenssé lett beigtatása alkalmakor 1808-ban Eperjesen és Gyürky Dávid fölött tartott halotti szónoklata 1810-ben. (Megjelentek a többi akkor tartott beszédekkel együtt.)

Kéziratban több munkája maradt, körülbelül 40 kötetben. Ezen művek jegyzéke föltalálható a fia által megírt életrajzában. A protestánsok üldözésének története szlovák nyelven (1792) Ribay György által kijavítva és sajtó alá rendezve az Országos Széchényi Könyvtár birtokában van.
A bécsi Annalenbe írt több cikket; a jenai és hallei Allg. Literatur Zeitungban a magyarországi szlovák irodalomról értekezett és szlovák könyvekről írt kritikákat.
Arcképe Rohn és Grund litográfiai műintézetében jelent meg Pesten 1860-ban és az Orvosok és Term. Munkálatai XII. kötetéhez (1868.) van csatolva.

### Modern szövegkiadások
- A természet jóvoltából hajózható Sajó folyóról; bev., jegyz. Kecskeméti Gábor, ford. Rimóczi Gáborné Hamar Márta; Miskolci Egyetem Irodalomtudományi Doktori Iskolája–Bíbor, Miskolc, 2013